# Чемпіонат Івано-Франківської області з футболу 2011
Чемпіонат Івано-Франківської області з футболу 2011 року проводився Івано-Франківською обласною Федерацією футболу у Першій та Другій лігах. Змагання у Першій та Другій лігах проводились як серед дорослих складів, так і серед юнаків.

## ПЕРША ЛІГА

### Дорослий чемпіонат (1 ліга)
В Чемпіонаті Івано-Франківщини серед команд Першої ліги стартувало 16 команд із 10 районів області. Ще три клуби представляли Івано-Франківськ. 
- «Бескид» (Надвірна)
- «Газовик» (Богородчани)
- «ГалВапно» (Галич)
- ФК «Гвіздець»
- «Карпати» (Коломия)
- «Кроно-Карпати» (Брошнів-Осада)
- «Нафтовик» (Долина)
- «Ніка-Динамо» (Івано-Франківськ)
- «Придністров'я» (Тлумач)
- «Прикарпаття-2» (Івано-Франківськ)
- «Пробій» (Городенка)
- «Прут» (Делятин)
- ФК «Снятин-Євромодуль»
- «Сокіл» (Угринів)
- «Тепловик» (Івано-Франківськ)
- «Яспіль» (Ясенів Пільний)

Чемпіон попереднього сезону «Карпати» Печеніжин змінив місце дислокації на районний центр - Коломию. В турнірі стартували чотири новачки - «Кроно-Карпати» (Брошнів), «Прут» (Делятин), ФК «Гвіздець» та «ГалВапно» (Галич).
З учасників сезону 2010 на старт нового чемпіонату вийшло 12 команд. «Кроно-Карпати», як переможець другої ліги, скористався своїм правом на підвищення в класі. Натомість, ФК «Сваричів», що зайняв другу сходинку в торішній першості, продовжив грати в другому по силі обласному дивізіоні. В першій лізі залишився надвірнянський «Бескид», «ГалВапно» зайняло місце дублерів бурштинського «Енергетика», а делятинський «Прут» - яремчанських "Карпат", які в минулому чемпіонаті фінішували третіми, але через фінансові проблеми взагалі припинили своє функціонування. Після річної перерви до обласних змагань повернулася команда із Гвіздця, що на Коломийщині, яка виступала з назвою ФК «Гвіздець» (замість звичної «Дельта» Гвіздець). Не знайшли можливості позмагатися в першій лізі лисецький «Юніор».
13 Листопада 2011 на стадіоні "Наука" в Івано-Франківську відбувся додатковий матч обласного чемпіонату, який і мав назвати ім'я найкращої команди області сезону 2011. У вирішальному поєдинку між собою зійшлися коломийські «Карпати» та тлумацьке «Придністров'я». Номінальні господарі поля та діючі чемпіони прогнозовано перемогли, завдяки дублю Андрія Веретка.
```
1. Карпати (Коломия)
2. Придністров'я (Тлумач)
3. Тепловик (Івано-Франківськ)
```

Найкращі бомбардири:
| М  | Гравець         | Клуб                      | М'ячі |
| -- | --------------- | ------------------------- | ----- |
| 1. | Андрій Нестерук | «Тепловик» Ів.-Франківськ | 26    |
| 2. | ?               | ?                         | ?     |
| 3. | ?               | ?                         | ?     |

### Юнацький чемпіонат (1 ліга)
В змаганнях юнаків узяли участь 16 команд. В підсумку, найсильнішими виявилися юнаки із Снятина, які в заключному турі переграли одного із прямих конкурентів - галицьке "ГалВапно".
```
1. Снятин-Євромодуль
2. ФК Гвіздець
3. Тепловик (Івано-Франківськ)
```

Найкращий бомбардир:
- Никифорук Іван (Снятин-Євромодуль) - 34 м'ячі

## ДРУГА ЛІГА

### Доросла першість(2 ліга)
В турнірі серед команд Другої ліги одинадцять команд у двоколовому турнірі визначали переможців у дивізіоні.
- «Карпати» (Кути)
- «Гуцульщина» (Косів)
- «Хутровик» (Тисмениця)
- ФК «Калуш»
- ФК «Микитинці»
- ФК «Обертин»
- «Дністер-Рітас» (Побережжя)
- «Славія» (Отинія)
- «Карпати» (Б)
- ФК «Сваричів»
- «Колос» (П'ядики)

Повернувся на обласний рівень «Дністер-Рітас» із Побережжя, відродився тисменицький «Хутровик». Жаль, що сайт клубу вже не функціонує. Також до дебютантів другої ліги варто віднести ФК «Микитинці» та отинійську «Славію».
```
1. Гуцульщина (Косів)
2. Колос (П'ядики)
3. ФК Сваричів
```

Найкращий бомбардир:
- Шайбан Роман (Гуцульщина) - 21 м'яч

### Юнацька першість(2 ліга)
В змаганнях юнаків узяли участь 11 команд.
```
1. Колос (П'ядики)
2. Карпати (Болехів)
3. Гуцульщина (Косів)
```

Найкращий бомбардир:
- Вігак Роман (Карпати Болехів) - 18 м'ячів